# Dont'a Hightower
Dont'a Hightower (Lewisburg, 12 marzo 1990) è un ex giocatore di football americano statunitense che ha militato nel ruolo di linebacker per tutta la carriera con i New England Patriots della National Football League (NFL). Fu scelto come 25º assoluto nel Draft NFL 2012. Al college ha giocato a football all'Università dell'Alabama, venendo premiato come All-American e vincendo due titoli nazionali.

## Carriera professionistica

### New England Patriots
Considerato uno dei migliori prospetti tra gli inside linebacker del Draft 2012, Hightower fu scelto dai Patriots come 25º assoluto. Il 18 luglio il giocatore firmò con la franchigia un contratto quadriennale del valore di 7,7 milioni di dollari, 6,8 milioni dei quali garantiti.
Il 9 settembre, nella partita di debutto di Hightower, i Patriots vinsero contro i Tennessee Titans. Dont'a mise a segno 5 tackle e recuperò un fumble ritornandolo per 6 yard. Nel turno successivo, i Patriots subirono la prima inaspettata sconfitta stagionale contro gli Arizona Cardinals: Hightower mise a segno 5 tackle. Nella settimana 3 i Patriots persero con un field goal negli ultimi istanti di gara contro i Ravens e Dont'a mise a referto altri 5 tackle.
Nella settimana 4 i Patriots tornarono alla vittoria segnando ben 52 punti ai Buffalo Bills con Hightower che mise a segno un altro sack ai danni di Ryan Fitzpatrick.
Nel settimo turno di campionato, New England vinse ai supplementari contro i Jets: Dontà mise a referto 7 tackle e un sack, venendo candidato al premio di miglior rookie della settimana.. Un altro sack il giocatore lo mise a segno nella gara del Giorno del Ringraziamento sempre contro i Jets. Nella settimana 16, i Patriots vinsero a fatica contro i Jaguars, la squadra col peggior record della lega, con Hightower che mise a referto il quarto sack stagionale. La sua prima stagione regolare si concluse con 60 tackle e 4 sack, giocando come titolare 13 delle 14 gare disputate.
Nella stagione regolare 2013, Hightower disputò tutte le 16 partite, di cui 14 come titolare, mettendo a segno 97 tackle e un sack. Nel secondo turno di playoff fece registrare otto tackle e il suo primo intercetto su Andrew Luck nella gara vinta contro gli Indianapolis Colts.
Nella seconda settimana della stagione 2014, Hightower mise a segno 2 sack su Matt Cassel. Con la squadra già sicura del primo posto nel tabellone della AFC, fu tenuto a riposo nell'ultimo turno, chiudendo la stagione regolare con 89 tackle e un nuovo primato personale di 6 sack in 12 presenze, tutte come titolare. A fine anno si laureò campione NFL battendo i Seattle Seahawks nel Super Bowl XLIX.
Nel primo turno del 2015, Hightower guidò i Patriots con otto tackle e un sack nella vittoria su Pittsburgh. L'anno successivo fu convocato per il primo Pro Bowl in carriera e inserito nel Second-team All-Pro dopo avere messo a segno 65 tackle e 2,5 sack.

Il 5 febbraio 2017 fa parte della formazione di difesa titolare nel Super Bowl LI, disputato dai Patriots contro gli Atlanta Falcons e vinto dai primi, ai tempi supplementari (prima volta nella storia del Super Bowl), con il punteggio di 34-28.
Nel 2017, Hightower disputò solamente metà stagione a causa di un infortunio ai muscoli pettorali subito nella settimana 7 che gli fece chiudere l'annata. Alla fine della stagione 2018 partì come titolare nel Super Bowl LIII vinto contro i Los Angeles Rams per 13-3, conquistando il suo terzo anello.
Alla fine della stagione 2019 Hightower fu convocato per il suo secondo Pro Bowl dopo avere messo a segno 71 tackle e 5,5 sack. Nella stagione 2020 decise di non scendere in campo a causa della pandemia di COVID-19.
Il 21 marzo 2023 Hightower annunciò il ritiro.

## Palmarès

### Franchigia
- Super Bowl : 3

New England Patriots: XLIX, LI, LIII
- American Football Conference Championship: 4

New England Patriots: 2014, 2016, 2017, 2018

### Individuale
- Convocazioni al Pro Bowl: 2

2016, 2019
- Second-team All-Pro: 1

2016
- Difensore della AFC della settimana: 1

6ª del 2016